# Ilex obcordata
Ilex obcordata är en järneksväxtart som beskrevs av Olof Swartz. Ilex obcordata ingår i släktet järnekar, och familjen järneksväxter. Utöver nominatformen finns också underarten I. o. vaccinioides.